# نیروگاه ام‌النار
نیروگاه تولید همزمان آب و برق ام‌النار (به عربی: محطة كهرباء أم النار) (به انگلیسی: Umm Al Nar power station) به اختصار نیروگاه UAN (امارات، در ۱۵ کیلومتری شرق ابوظبی واقع در جزیره‌ام آل نار در مجاورت خلیج فارس)، یکی از نیروگاه‌های کشور امارات با ظرفیت تولید ۲۲۰۰ مگاوات برق و تولید ۱۵۷ میلیون گالون آب در روز (به اختصار MGD) است.
نیروگاه ام‌النار یک مجتمع نیروگاهی است که شامل نیروگاه‌های UAN شرق، UAN غرب و UAN B است.

## طرح توسعه نیروگاه
نیروگاه‌ام آل نار شامل نیروگاه‌های UAN شرق و UAN غرب و به تازگی UAN B است.

### نیروگاه UAN شرق
نیروگاه UAN شرق شامل ۲ واحد توربین گاز با ظرفیت ۶۰ مگاواتی ساخت بی‌بی‌سی (در حال حاضر ABB) همراه با بویلر بازیاب حرارتی (HRSG) و ۶ بویلر کمکی (۴ بویلر هر یک با ظرفیت ۱۳۵ تن بخار بر ساعت و ۲ بویلر هر یک با ظرفیت ۱۶۰ تن بخار بر ساعت) و ۳ واحد آب شیرین‌کن ساخت شرکت ایتالینپیاتی با ظرفیت هر واحد ۷٫۵ میلیون گالون آب در روز است.

### نیروگاه UAN غرب
نیروگاه UAN غرب متشکل از ۸ واحد بخار (۶ بویلر هر یک با ظرفیت ۳۶۵ تن بر ساعت و ۲ بویلر هر یک با ظرفیت ۶۶۰ تن بر ساعت) ساخت باب‌کوک همراه هشت توربین بخار (۶ واحد ۶۰ مگاواتی و ۲ واحد ۱۵۰ مگاواتی) ساخت اسکودا و همچنین ۸ واحد آب شیرین‌کن (۶ واحد IHI هر یک با ظرفیت ۴٫۶ میلیون گالون امپریال آب در روز و ۲ واحد هر یک با ظرفیت ۶٫۴میلیون گالون امپریال آب در روز (به اختصار MIGD)) است.

### نیروگاه UAN B
نیروگاه جدید UAN B که توسط شرکت شرکت برق عربی (به اختصار APC) سرمایه‌گذاری شد که عملیات تجاری‌سازی ۱۵۵۰ مگاوات و تولید روزانه ۱۱۴ میلیون کیلوگرم آب (۹۴٫۴ میلیون گالون امپریال در روز) با هزینه ۲٫۱ میلیارد دلار، است.
نیروگاه جدید UAN B شامل ۵ توربین گاز GE مدل 9351FA با ظرفیت هر یک ۲۱۸ مگاوات و ۵ بویلر بخار بازیاب حرارتی (HRSG)، هم‌چنین، دارای ۲ واحد توربین بخار ۳۰۸ مگاواتی توشیبا و ۲ واحد آب شیرین‌کن هیتاچی جدید با ظرفیت هر یک ۱۲٫۶۸ میلیون گالون امپریال در روز است. فشار توربین بخار ۸۸ بار و درجه حرارت بخار ۵۶۶ درجه سانتی‌گراد است. توسعه نیروگاه نیز شامل ساخت و ساز در محیط داخلی و امکانات الکتریکی شامل ایستگاه شبکه ۴۰۰ کیلوولت، ایستگاه شبکه ۱۳۲ کیلوولت و اتصال به یک ایستگاه شبکه دیگر ۱۳۲ کیلوولت است.
همچنین، واحدهای آب شیرین‌کن دیگری در نیروگاه موجود بوده‌است که شامل ۵ واحد آب شیرین‌کن ساخت دوسان هر یک با ظرفیت ۱۲٫۵۶ میلیون گالون امپریال در روز و ۲ واحد آب شیرین‌کن ساخت SIDEM هر یک با ظرفیت ۳٫۵ میلیون گالون امپریال در روز است
نیروگاه جدید UAN B در ۲۱ ژوئیه ۲۰۰۷ با مجموع ظرفیت خالص تولید برق از ۱۵۵۰ مگاوات و خالص ظرفیت تولید آب از ۹۴٫۴ میلیون گالون امپریال در روز تجاری شد و ظرفیت کل نیروگاه‌ام آل نار کرده به ۲۲۰۰ مگاوات و ظرفیت خالص تولید آب ۱۴۳ میلیون گالون امپریال در روز رسید.